# Умершие в феврале 2008 года
Это список известных людей, соответствующих установленным критериям значимости (см. Википедия:Критерии значимости персоналий), умерших в феврале 2008 года.
Причина смерти указывается лишь в исключительных случаях (убийство, самоубийство, гибель в результате военных действий, смертная казнь, ДТП или несчастные случаи). В остальных случаях — не указывается.

## Список
- 1 февраля — Борис Быков (82) — Герой Советского Союза.
- 2 февраля — Арыстанбеков Хайдар (88) — советский государственный и партийный деятель, председатель Исполнительного комитета Западно-Казахстанского краевого Совета.
- 4 февраля — Небиеридзе, Борис Константинович (65) — кинорежиссёр[1]
- 4 февраля — Попов, Николай Сергеевич (76) — главный конструктор танка Т-80[2]
- 4 февраля — Меллер, Стефан (66) — историк, дипломат[3]
- 4 февраля — Полевой, Вадим Михайлович (84) — историк искусства[4].
- 5 февраля — Николай Гусев (83) — преподаватель, отличник народного образования.
- 5 февраля — Махариши Махеш Йоги (91) — создатель трансцендентальной медитации[5].
- 5 февраля — Пономаренко, Виталий Анатольевич (33) — чемпион мира по пауэрлифтингу, рекордсмен; сердечный приступ во время тренировки[6][7].
- 6 февраля — Тихон Краля (88) — старший сержант Советской армии, участник Великой Отечественной войны, Герой Советского Союза.
- 6 февраля — Эндрю Харвуд (62) — австралийский телеведущий и актёр.
- 7 февраля — Северин, Гай Ильич (81) — академик РАН, доктор технических наук, конструктор катапультных кресел и космических скафандров[8].
- 7 февраля — Берти, Эндрю (78) — великий магистр Мальтийского ордена[9].
- 7 февраля — Николай Михайлашев (90) — Герой Советского Союза.
- 8 февраля — Анатолий Коваленко (89) — капитан Советской Армии, участник Великой Отечественной войны, Герой Советского Союза.
- 9 февраля — Егоров, Георгий Михайлович (89) — адмирал флота, Герой Советского Союза[10]
- 10 февраля — Арийс Гейкинс (71), советский латвийский актёр.
- 10 февраля — Тиберий Попович (77) советский футболист.
- 10 февраля — Шайдер, Рой (75), американский актёр[11].
- 11 февраля — Зельман Кац (96) — советский поэт и фронтовой корреспондент.
- 11 февраля — Том Лантос (80) — американский политик.
- 11 февраля — Самарский, Александр Андреевич (87) — российский математик, академик РАН[12].
- 11 февраля — Яков Цегляр (95) — старейший композитор и педагог Украины.
- 12 февраля — Патаркацишвили, Аркадий Шалвович (Бадри Патаркацишвили) (52) — грузинский оппозиционный политик и бизнесмен; сердечный приступ[13].
- 12 февраля — Мугния, Имад (45) — начальник спецслужб организации «Хизбалла»; убийство, взрыв автомобиля[14].
- 12 февраля — Чириков, Борис Валерианович (79) — физик-ядерщик, академик РАН[15].
- 13 февраля — Н’Дье, Ассан (33) — сенегальский футболист, защитник.
- 13 февраля — Анри Сальвадор (90) — французский певец[16].
- 13 февраля — Итикава, Кон (92) — японский кинорежиссёр[17].
- 14 февраля — Пётр Курасанов (91) — советский военный деятель, Герой Советского Союза.
- 14 февраля — Кудайберген Сураганов (86) — Герой Советского Союза.
- 15 февраля — Соломенцев, Михаил Сергеевич (94) — председатель Совета Министров РСФСР (1971—1983), партийный деятель[18].
- 15 февраля — Манорама (наст. имя Erin Isaac Daniel, 81) — индийская актриса (130 фильмов), получившая всемирную известность, исполнив роль «крутой тёти» в фильме «Зита и Гита»[19].
- 16 февраля — Иван Беляев (84) — полковник Советской Армии, участник Великой Отечественной и советско-японской войн, смоленский историк-краевед, Почётный гражданин Смоленска.
- 16 февраля — Омаров, Байтен Валиханович (80) — казахстанский театральный режиссёр.
- 16 февраля — Фоссетт, Стив (63) — американский миллиардер, воздухоплаватель, яхтсмен, совладелец фирмы Scaled Composites; авиакатастрофа, юридическая смерть (предполагаемое место и время смерти — штат Невада, сентябрь 2007)[20].
- 16 февраля — Хмельницкий, Борис Алексеевич (67) — советский и российский актёр театра и кино[21].
- 18 февраля — Сабитова, Елена (28) — чемпионка мира по боксу среди женщин; панкреатит[22].
- 18 февраля — Роб-Грийе, Ален (85) — писатель, режиссёр, сценарист, теоретик и практик нового романа[23].
- 19 февраля — Бессмертнова, Наталья Игоревна (66) — балерина Большого театра[24].
- 19 февраля — Летов, Игорь Федорович (Егор Летов) (43) — рок-музыкант, лидер группы «Гражданская оборона»[25].
- 19 февраля — Тюренков, Александр Алексеевич (83) — советский скульптор-монументалист,лауреат Ленинской премии 1970.
- 20 февраля — Бирюкова Александра Павловна (79) — заместитель Председателя Совета Министров СССР в 1988—1990 годах[26].
- 20 февраля — Нахман Душанский — советский офицер госбезопасности, сотрудник НКВД, НКГБ, МГБ, КГБ в Литовской ССР.
- 21 февраля — Робин Мур — американский писатель, ветеран войны.
- 22 февраля — Рубенш(с) де Фальку(о) (76) — бразильский актёр[27][28].
- 22 февраля — Ассман, Угу (75) — бразильский богослов, один из создателей Теологии освобождения[29].
- 22 февраля — Станислав Клименко (53) — советский и украинский кинорежиссёр и сценарист.
- 22 февраля — Марлоу, Стивен (79) — американский писатель-детективщик[30].
- 23 февраля — Дрновшек, Янез (57) — президент Словении в 2002—2007 годах; рак[31].
- 23 февраля — Милевский, Мирослав (79) — польский военный, государственный и политический деятель времён ПНР.
- 23 февраля — Фрер, Поль (91) — автогонщик и журналист (Бельгия)[32].
- 24 февраля — Емельяненко, Василий Борисович (96) — советский лётчик-штурмовик, Герой Советского Союза, писатель[33].
- 25 февраля — Трошин, Владимир Константинович (81) — советский и российский певец, актёр театра и кино. Известен как один из первых исполнителей популярной песни «Подмосковные вечера»[34].
- 26 февраля — Эйзен, Артур Артурович (80) — русский певец, народный артист СССР, солист Большого театра[35].
- 26 февраля — Шомрон, Дан (70) — 12-й начальник начальник Генштаба ЦАХАЛА, лично осуществлявший руководство операцией в Энтеббе[36].
- 27 февраля — Самуил Алёшин — русский советский драматург, сатирик.
- 27 февраля — Николай Обедняк (82) — Герой Советского Союза.
- 27 февраля — Рипперт, Ханс Рольф (Иван Ребров) (76) — оперный певец с диапазоном голоса в 4,5 октавы (от сопрано до баса), исполнитель народных песен, романсов, литургий[37].
- 28 февраля — Емельян Антонович (92) — украинский юрист, общественный деятель, доктор права.
- 28 февраля — Варнавский, Алексей Дмитриевич (51) — советский футболист, мастер спорта, обладатель Кубка СССР (2 раза), серебряный призёр Чемпионата СССР 1979 г. в составе донецкого «Шахтёра»; обнаружен замёрзшим в сугробе
- 29 февраля — Дженет Каган (63) — американская писательница-фантаст. https://www.webcitation.org/68xsqd4Lp?url=http://www.mirf.ru/News/Umerla_Dzhenet_Kagan_8213.htm. Дата обращения: 23 апреля 2009. Архивировано из оригинала 17 апреля 2013 года.
- 29 февраля — Кефчиян, Феликс Артаваздович (69) — российский кинооператор, работавший также на телевидении.
- 29 февраля — Федорчук, Виталий Васильевич (89) — советский государственный и военный деятель, председатель КГБ СССР (1982) и министр внутренних дел СССР (1982—1986), генерал армии (1982)[38].